# Sergei Wladimirowitsch Serensen
Sergei Wladimirowitsch Serensen (russisch Сергей Владимирович Серенсен, ukrainisch Сергій Володимирович Серенсен Serhij Wolodymyrowytsch Serensen; * 29. August 1905 in Chabarowsk; † 2. Mai 1977 in Moskau) war ein ukrainisch-sowjetischer Ingenieur und Werkstoffwissenschaftler.

## Leben
Serensen studierte am Industrieinstitut in Kiew (später Polytechnikum) mit dem Abschluss 1926 und wollte dann Professor für landwirtschaftlichen Maschinenbau werden, wozu er 1929 eine Dissertation über anisotrope Balkengitter anfertigte. Von 1928 bis 1934 war er Assistent am Institut für Strukturmechanik (ISMAN) der Ukrainischen Akademie der Wissenschaften, wurde 1934 stellvertretender Direktor und 1936 Direktor des Instituts. Ab 1940 stand er der Abteilung Werkstoffermüdung vor und den Werkstofflabors einer Maschinenfabrik in Ufa. Danach arbeitete er bis 1967 am Baranov-Institut für Flugzeugmotoren auf den Gebieten Ermüdung und Thermodynamik von Maschinen. Zuletzt war er in einem Labor für Ermüdung von Werkstoffen und Thermomechanik von Maschinen des Instituts für Maschinenkontrolle der Ukrainischen Akademie der Wissenschaften.
Er unterrichtete auch am Lehrstuhl für Festigkeitslehre des Kiewer Polytechnikums und ab 1943 am Moskauer Flugzeugtechnik Institut.
Serensen befasste sich mit Festigkeitslehre, speziell der Dauerfestigkeit und Ermüdung von Materialien.
1949 erhielt er den Staatspreis der UdSSR, zweimal den Orden des Roten Banners der Arbeit, den Leninorden und den Stalinpreis. 1965 wurde er Ehrendoktor der TH Prag.
1936 wurde er korrespondierendes und 1939 volles Mitglied der Ukrainischen Akademie der Wissenschaften.

## Schriften
- Ausgewählte Werke (russisch). 3 Bände. Dumka, Kiew 1985.